# BGAN
BGAN(ビーギャン)とは、インマルサットが提供している、衛星電話サービスの総称である。
BGAN:Broadband Global Area Network の略称でもある。

## 特徴
インマルサットが運用している、Inmarsat-4（I-4）衛星を介して全世界の陸上・海上・空中で第三世代携帯電話相当の
IPデータ通信（最大492kbps（上り下り共））と音声通話サービスが同時に利用可能である。
先代サービスではデータ通信は最大で128kbpsかつ、音声とデータ通信が同時に利用する事は出来なかった。
（第三世代携帯電話も同様に同時利用は不可）
また、端末自体も最小機では1kgを切る重量を実現した事から、これまで軍隊・船舶・マスコミ等特殊用途のみから民生への普及が期待される。

## 衛星
インマルサットが運用している、Inmarsat-4（I-4）衛星を介して通信サービスを行っている。
- Inmarsat-4　IOR（インド洋衛星）
- Inmarsat-4　AOR（大西洋衛星）

日本を含む太平洋地域をカバーする衛星　Inmarsat-4　POR(太平洋衛星）は当初の予定より大幅に打ち上げが遅れていたが、日本時間2008年8月19日朝に打ち上げが成功した。
Inmarsatによると、2009年1月～2月末にかけて、Inmarsat-4衛星の再配置を行い、
2009年2月25日に日本を含めた全世界でのBGANサービスが開始された。
- 日本デジコムによる衛星再配置のプレスリリース

## ブランド
インマルサットは現在、B/Fleet/M/GAN等別々の名称で提供しているサービスを将来BGANに統合する計画を発表している。
- BGAN…原則として、陸上型BGAN端末及びそのサービスを指す
- FleetBB（フリートブロードバンド）…船舶型BGAN端末及びそのサービスを指す
- SwiftBB（スウィフトブロードバンド）…航空型BGAN端末及びそのサービスを指す

## 端末供給メーカー
BGANに限らずインマルサットの端末の供給メーカーは大半が海外である。
- COBHAM（旧：Thrane&Thrane社　デンマーク） -　最大手
- HughesNetworkSystems（アメリカ） - 陸上型のみ
- AddValueCommunications（シンガポール） - 陸上型／船舶型のみ
- ViaSat(アメリカ） - 固定型のみ

- 日本無線（日本）　-　船舶型のみ
- 古野電気（日本）  -  船舶型のみ

海外メーカー中心の為、長年日本語環境化が果たせなかったが、近年の企業努力により日本語対応端末(SABRE I/EXPLORERシリーズ)も登場する等、日本市場にあわせた動きを見せている。

## ゲートウエイ
BGANより、衛星・地上局共に全てインマルサットの直轄設備を利用する事になった。
- フチーノ（イタリア）
- ブルム（オランダ）
- ハワイ（アメリカ）

- インド - 計画中

この事により、KDDIの山口地球局を含め、各通信事業者が保有する地球局による事業の優位性や通信品質の差が原則無くなった。
従って、各社はインマルサットが管理する設備を共通仕様として、価格やサービス面で差をつけなければならなくなった。
実際に海外では端末メーカーであるThrane&Thrane社がBGANのAirtime（通信料金回収）事業に参入するなど、競争は激化している。

## 日本での展開
日本では株式会社日本デジコムとKDDIとJSAT MOBILE Communicationsによりサービスの提供や端末の販売、レンタルが行われている。